# Christopher Hotel
Christopher Hotel (også Hotel Christopher) var et hotel i Port-au-Prince, Haiti. Det blev ødelagt under jordskælvet i Haiti januar 2010.
Det var et trestjerners hotel i fem etager, og de sidste fire år af sin eksistens husede det hovedkvarteret for den fredsbevarende FN-styrke MINUSTAH. Hotellet lå på en skrænt med udsigt over hele byen.